# Prince of Wales (Schiff, 1922)
Die Prince of Wales war ein Passagierschiff auf dem Gambia-Strom im heutigen westafrikanischen Staat Gambia. Es wurde für einen regelmäßigen Fahrbetrieb längs des Flusses eingesetzt.

## Technische Daten
Das Schiff hatte 300 Bruttoregistertonnen und die Maße 45,72 × 8,53 m. Der Tiefgang des Schiffes war 3,05 m. Betrieben wurde es durch eine Dampfmaschine. Es hatte eine Verdrängung von 400 t.
Das Schiff war 1980 als Motiv auf Briefmarken abgebildet.

## Geschichte
Das Schiff wurde im Oktober 1922 von der britischen Werft Philip & Co. bei Coombe als Yard No 606 für die damalige britische Kolonie Gambia gebaut und in Betrieb genommen. Getauft wurde das Passagierschiff auf dem Namen Prince of Wales, dem Prince of Wales (damals: Eduard VIII.), der 1924 auf einer offiziellen Visite in der gambischen Hauptstadt Bathurst (heutiger Name: Banjul) verweilte.
Bei ihrem Fahrbetrieb bewegte sie sich auf einer Strecke von 390 Kilometer bzw. 300 Meilen von Bathurst am Atlantischen Ozean flussaufwärts bis nach Basse Santa Su. Diese Strecke legte sie innerhalb rund einer Woche zurück.
Die Prince of Wales diente seinerzeit, wie auch die spätere Lady Chilel Jawara als erstes mobiles Postamt auf dem Gambia. Die Postsendungen wurden, ohne Aufpreis, mit dem Stempel „T.P.O. - Travelling Post Office“ versehen.
Das Schiff wurde 1953 außer Dienst gestellt, das weitere Schicksal ist nicht ausführlich belegt. In einem Interview wurde erwähnt, dass die Prince of Wales später unter dem Namen Kankujery und dann Wharfi Njaago betrieben wurde.